# Santi Vila
Santiago Vila i Vicente, mais conhecido como Santi Vila (Granollers, 15 de março de 1973) é um historiador e político espanhol, militante do Partido Democrata Europeu Catalão (PDeCAT). Defende o liberalismo de base progressista, e se define como catalanista não nacionalista, de perfil moderado e pactista.

## Biografia
Filho único, realizou seus estudos primários e secundários na Escola La Salle de Figueres. Durante grande parte da sua formação educativa, participou do Escotismo, começando no nível lobinho e terminando como monitor. Depois de cursar o Curso de Orientação Universitária (COU) na IES Alexandre Deulofeu, em 1996 licenciou-se em Letras pela Universidade de Girona, especializando-se em história.
Entre 1995 e 1999, cursou o doutorado na Universidade Autônoma de Barcelona e na de Girona. O seu mentor acadêmico e diretor de pesquisa pré-doutoramento foi Jordi Canal Morell, perito do carlismo e crítico do nacionalismo catalão.

### Vida acadêmica e docência
Como docente, vai dar aulas no colégio La Salle de Figueres e na Faculdade de Letras e Ciências Econômicas e Empresariais da Universidade de Girona, onde vai ensinar história contemporânea e econômica entre 2001 e 2004. Publicou diversos artigos científicos e de divulgação do integrismo católico na Catalunha. Durante anos, manteve sua pesquisa de doutorado parada, até que em 2017 o também historiador Xavier Baró vai dirigir sua investigação na Universidade Internacional da Catalunha. Finalmente, em julho de 2017, vai receber o título de doutor, apresentando sua tese a respeito de Félix Sardá y Salvany, com o título de "Fèlix Sardà i Salvany, influencer integrista, en temps del sexenni i la restauració" ("Fèlix Sardà i Salvany, influencer integrista, em tempos de sexênio e restauração", em tradução livre). Como pesquisador, Vila também se interessou por questões relacionadas com a memória histórica, desenvolvendo trabalhos como Elogi de la memòria, do qual recebeu reconhecimento no Premis Octubre de 2004, e ganhou o Prêmio Joan Fuster na categoria ensaio. No âmbito local, escreveu artigos habituais para o semanário Hora Nova, e também colaborou com artigos de opinião e tertúlias radiofônicas em diversos meios.

### Alcaide de Figueres
Da início à sua carreira política quando começa a militar na Esquerda Republicana da Catalunha (ERC). Nas eleições municipais de 1991 em Figueres, se apresentou como candidato ocupante do quinto lugar na lista do partido. Em 1995, chegou a ocupar o cargo de presidente local do partido.
Posteriormente, passaria a militar no partido Convergência Democrática da Catalunha (CDC) e em 1999 foi escolhido como regidor da Prefeitura de Figueres pelo Convergência e União (CiU) na candidatura encabeçada pela farmacêutica Maria Àngels Perxas. Também começa a dirigir a área de Bem-estar Social do Conselho Comarcal do Alt Empordà, cargo que vai exercer até final de novembro de 2006, quando se elege deputado nas eleições ao Parlamento da Catalunha de 2006.
Em 2007, vai se apresentar como candidato da CiU para a prefeitura de Figueres nas eleições municipais, e vai ser escolhido como alcaide. Uma de suas propostas principais durante a campanha era converter a parte norte do Castelo de Sant Ferran na "cidade do cavalo", projeto que nunca foi concluído. Estabeleceu cinco linhas de atuação durante seu primeiro mandato: cidade compacta, criativa, de detalhes, verde e aberta. A crise econômica, no entanto, paralisou diversas de suas propostas iniciais. No entanto, algumas obras prosperaram, como a construção de um estacionamento subterrâneo e um Plano integral para renovar o bairro histórico, que contaram com um investimento municipal de 40 milhões de euros. Entre 2007 e 2010 vai governar com o tripartido formado em conjunto com o ICV e o PSC, até a demissão de Ciro Llueca, regidor da cultura, do partido socialista, por parte de Vila, forçando a paralisação do governo municipal. Entre 2010 e 2011, vai renovar o tripartido, mas agora com o ICV e o ERC.
Em 2011 retornou a encabeçar a candidatura da CiU às eleições municipais em Figueres, onde conseguiu maioria absoluta no Pleno da Prefeitura sendo vitorioso em todos os colégios eleitorais. Apesar da maioria absoluta, ele propôs aos membros do governo anterior a reedição de um tripartite, o que foi rejeitado. Durante seu segundo mandato, promoveu a liberalização do horário comercial, a instalação de diversos equipamentos esportivas - promovendo parcerias público privadas - e a finalização da reforma do bairro antigo. Também vai evitar que Figueres formasse parte da Associação de Municípios pela Independência. Durante esse período, fez parte do conselho de curadores de várias associações e fundações de âmbito local ou regional, muitas associadas à sua posição política.

### Deputado do Parlamento da Catalunha
Em 2006, já eleito como deputado no Parlamento da Catalunha, representou os interesses do Alt Empordà e participou de diversas comissões como a de infraestrutura, cultura, educação, universidades e relações institucionais. Nas eleições para o Parlamento da Catalunha de 2010, encabeçou a lista da CiU pela circunscrição de Girona, sendo escolhido como deputado, onde presidiu a Comissão de Controle de Atuação da Corporação Catalã de Meios Audiovisuais entre 2010 e 2012. Durante aquele período, vai votar contra a abolição das touradas na Catalunha.

### Conselho de Território e Sustentabilidade
Nas eleições ao Parlament de 2012, repete sua candidatura como líder da lista por Girona, sendo a única demarcação onde CiU não perdeu um membro em relação a 2010. Foi então que Artur Mas o nomeou Conselheiro de Território e Sustentabilidade da Generalitat da Catalunha, substituindo Lluís Recoder, razão pela qual deixou a prefeitura de Figueres. Durante o seu tempo como conseller, o Departamento renovou o parque móvel da FGC na linha Barcelona-Vallès e na linha Anoia, impulsionou a linha 9 do metrô de Barcelona, criou o serviço expresso de ônibus interurbanos, entrou em serviço a conexão internacional de alta velocidade, aumentou a área protegida de alguns Parques Naturais. Também inaugura o aeroporto comercial de La Seu d'Urgell e as linhas de trens urbanos, conhecidos como Rodalies de Girona e Tarragona. Ficaram, no entanto, pendentes a finalização do Metrô do Vallès até Sabadell e a implementação da novo sistema tarifário de transporte público conhecida como T-Mobilitat. Durante este período estabeleceu bom relacionamento de trabalho com a Ministra de Fomento, Ana Pastor, e com Rafael Catalá.

### Conselho da Cultura
Em 13 de janeiro de 2016, foi nomeado conseller da Cultura no governo do presidente Carles Puigdemont e assumiu o cargo em 14 de janeiro. Durante seu mandato, ele enfatizou as políticas de promoção do hábito de leitura, o aumento das contribuições econômicas para as grandes instituições culturais, o aumento de ajuda aos criadores e às indústrias culturais e a maior promoção da Literatura catalã. Também promoveu um Plano Nacional de Dança, promoveu o retorno da emissora Icat para o FM. Outro dos assuntos que teve que gerenciar como Conselheiro de Cultura foi o conflito com Aragão a respeito das obras de arte religiosas da região conhecida como Faixa, especialmente a transferência de obras para o Mosteiro de Sixena, período durante o qual se decidiu declarar o Museu de Lleida como de interesse nacional. Também fecha acordo para criar o futuro Museu de Arte Contemporânea de Girona.
Durante este período, ele tentou eleger para a Presidência do Conselho Nacional um candidato de seu partido, mas perdeu para Mercè Conesa, apesar de ter tido apoio de membros relevantes como Carles Puigdemont, Francesc Homs e Albert Batalla.

### Conselho de Empresa e Conhecimento
Em 3 de julho de 2017, depois de algumas declarações controversas do Conseller de Empresa e Conhecimento, Jordi Baiget, ele acaba por ser demitido, dando lugar para a nomeação de Vila pelo presidente Carles Puigdemont. Vila passou a afirmar que era necessário retornar aos valores originais da Convergência Democrática da Catalunha, recuperando os valores de centro, com uma proposta social progressista, liberal e sócio-cristã. Em junho do mesmo ano, ele apareceu como um dos candidatos do partido pela Prefeitura de Barcelona nas eleições municipais de 2019. Durante sua fase como conseller, vai criticar as campanhas de turismofobia promovidas pela CUP.

### Referendo de Independência
Vila se autodefine como independentista instrumental. Ele foi um dos signatários do decreto de convocação referendo, mas sempre foi apresentado como um perfil moderado aberto a negociação com o Estado espanhol. Em 26 de outubro de 2017, horas antes da declaração unilateral da República da Catalã por parte do Parlamento da Catalunha, ele renunciou ao seu cargo, anunciando publicamente no Twitter: "Eu renunciei. Minhas tentativas de diálogo falharam novamente. Espero ter sido útil até o último minuto ao presidente Carles Puigdemont e aos catalães". Nos dias seguintes, tornou público que poderia ser apresentado como candidato do PDCAT nas eleições para o Parlamento da Catalunha de 2017.
Em 2 de novembro de 2017, oito membros do governo catalão, incluindo Santi Vila, Oriol Junqueras, Jordi Turull, Josep Rull, Meritxell Borràs, Carles Mundó, Raül Romeva, Dolors Bassa e Joaquim Forn, apresentaram-se perante à juíza da Audiência Nacional Carmen Lamela, acusados de um suposto crime de sedição e rebelião. O procurador, Miguel Ángel Carballo, pediu prisão incondicional para todos os membros do governo catalão, com exceção de Santi Vila, que pagou um depósito de 50 mil euros que lhe permitiu passar apenas uma noite na prisão de Estremera. Vila contratou os serviços de um advogado criminal privado, Pau Molins, conhecido por defender a Infanta Cristina de Bourbon durante o Cas Nóos.

### Vida pessoal
Em 2014, ele se casou com Rafael Vertamatti, cozinheiro ítalo-brasileiro, em uma cerimônia no castelo de Peralada, celebrada por Carles Puigdemont, então prefeito de Girona. Pouco depois, em 2016, eles se separariam. Ele mora no Eixample de Barcelona com seu parceiro atual e gosta de praticar o montanhismo e passeios de catamarã pelo Golfo de Roses.

## Obras publicadas
- M. Àngels Custey (coord) (Ajuntament de Figueres i Consell Comarcal de l'Alt Empordà, 2000)
- Un camell en el garatge (El Brau Edicions, 2003) ISBN 9788495946171
- Elogi de la memòria : records, silencis, oblits i reinvencions. Col: La Unitat ; 188. València: Eliseu Climent : 3i4. 2005. ISBN 8475027148
- Puigbert, Josep (2006). Què pensa Santi Vila. Figueres: Ebe ; Fundació Ramon Trias Fargas. ISBN 9788493490317
- Sense límits (El Brau Edicions, 2012)[34] ISBN 9788496905597
- Un Moment fundacional : visions des del reformisme modern. Barcelona: Pòrtic. 2016. ISBN 9788498093681

## Prêmios e reconhecimento
- 2004 - Premi Joan Fuster d'assaig, pelo livro Elogi de la memòria.